# The Lightning Tree
«The Lightning Tree» es una canción interpretada por el grupo británico de folk The Settlers. Fue publicada como sencillo el 9 de julio de 1971 a través de York Records, y alcanzó el puesto #36 en el Reino Unido.

## Antecedentes
«The Lightning Tree» fue escrita por Francis Essex, bajo el seudónimo de Stephen Francis, como tema principal de la serie de televisión infantil Follyfoot. Essex la compuso bajo el seudónimo de Stephen Francis porque estaba contratado por ATV, mientras que el programa fue realizado por una empresa rival de ITV, Yorkshire Television.
En una entrevista con Bob Fischer para The Haunted Generation, la vocalista Cindy Kent declaró:

“Francis vino por casualidad al Royal Festival Hall de Londres, donde hicimos nuestro concierto anual, y la canción con la que terminamos el espectáculo fue una increíble versión de «Rhythm of Life», de Sweet Charity. ¡Muy parecido a The Swingle Singers, con esa idea de ‘dobedoo’ de fondo! Se fue a casa y escribió «The Lightning Tree» basado en nuestra versión de «Rhythm of Life». Y luego se pusieron en contacto y nos preguntaron si lo haríamos... y bueno, ¿por qué no? Así que fuimos a Londres, lo grabamos... y luego no pensamos más en eso, para ser honesta.”

## Uso en otros medios
- La canción se usó como tema de apertura de la serie de televisión infantil Follyfoot.[3]

## Posicionamiento
| Gráfica (1971)                 | Pico de posición |
| ------------------------------ | ---------------- |
| Reino Unido (UK Singles Chart) | 36               |